# Monika Granja
Monika Granja (* 13. září 1974 Vilnius, Litva) je původem z Litvy, ale po skončení studií práv v České republice se natrvalo usadila v Praze, kde působí v neziskovém sektoru jako ředitelka Výboru dobré vůle (VDV) – Nadace Olgy Havlové.

## Život

### Rodinný původ

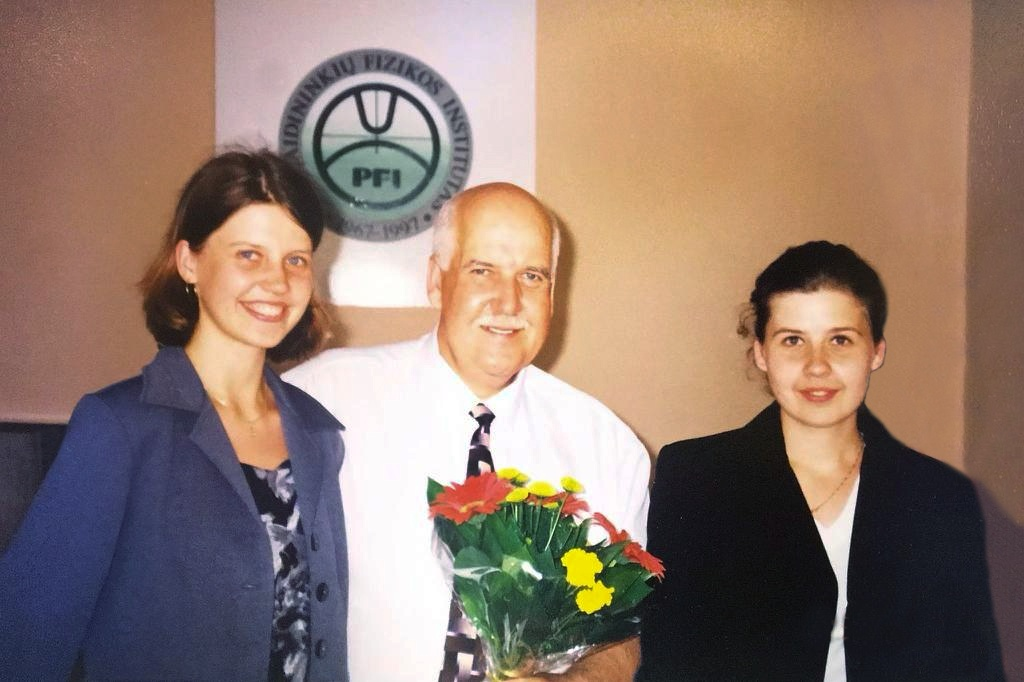
Se svým otcem a sestrou Agne (rok 1999)

Monika Granja se narodila jako Monika Kundrotaitė v pátek 13. září 1974 v litevském Vilniusu. Jejím otcem je litevský fyzik, habilitovaný doktor fyzikálních věd, vysokoškolský profesor a nezávislý výzkumný pracovník Algis Jurgis Kundrotas (* 1950), její matkou je absolventka Pedagogického institutu ve Vilniusu (obor matematika) Bronislava (Tamašauskaitė) Kundrotienė. Monika je prvorozená, má ještě mladší sestru Agne Johannessen (* 1977) (provdala se a žije v Norsku) a mladšího bratra, který se jmenuje Benas Kundrotas (* 1978) (žije v Litvě).

### Studia
Po absolvování středoškolského studia na 23. gymnáziu v litevském hlavním městě Vilniusu vycestovala Monika Granja do České republiky. Sem se dostala jako osmnáctiletá maturantka v roce 1992 na základě mezivládního stipendia. Vystudovala zde Právnickou fakultu Karlovy univerzity v Praze.

### Profesní kariera
Po vysokoškolských studiích (ukončených v roce 2000, titul Mgr.) se rozhodla působit v neziskovém sektoru a začala od března 2003 pracovat jako manažerka legislativního programu ve Fóru dárců o. s. v Praze (tj. v organizaci sdružující různé nadace a nadační fondy v České republice). Ve stejné pražské organizaci pak působila od ledna 2006 do března 2008 na pozici vedoucí nadačního a legislativního oddělení. Odtud přešla v březnu 2008 do Výboru dobré vůle (VDV) – Nadace Olgy Havlové, kde zastávala nejprve funkci public relations (PR) manažerky a marketingu a od ledna 2016 pak tuto organizaci vedla coby její ředitelka. Tuto funkci vykonává i v současné době (rok 2024).

### Rodina
Monika Granja má dceru Karolinu Granja, která po studiu univerzit v Berlíně a Amsterdamu žije a pracuje v Berlíně v oblasti environmentální ekonomie.

## Publikační činnost
- GRANJA, Monika, ed. Novou cestou k novému zákonu: studie zákona č. 108/2006 Sb., o sociálních službách v oblasti poskytování terénních sociálních služeb. Praha: SKOK, 2008; 27 stran; ISBN 978-80-260-7024-5.
- HYNKOVÁ, Petra; HOFFMANN, Dušan; HNÁTKOVÁ, Michaela; sestavila GRANJA Monika. Jak komunikovat--, --aneb, Mám spolužáka se zdravotním postižením. Praha: Výbor dobré vůle - Nadace Olgy Havlové, 2009; 16 stran; ISBN 978-80-260-7025-2.
- ČERNÁ, Milena, ŠATAVOVÁ, Irena a GRANJA, Monika. Dvacet let Výboru dobré vůle: Nadace Olgy Havlové. Praha: Výbor dobré vůle - Nadace Olgy Havlové, 2010; 78 stran; ISBN 978-80-260-7045-0.
- ČERNÁ, Milena, ed. a GRANJA, Monika, ed. Udržet rodiny pohromadě. Praha: [s.n.], 2010; 72 stran; ISBN 978-80-260-7023-8.
- ČERNÁ, Milena, ed. a GRANJA, Monika, ed. Kapka vody pro strom lásky: vzpomínky na Olgu Havlovou k nedožitým 80. narozeninám. Praha: Výbor dobré vůle - Nadace Olgy Havlové, 2013; 73 stran; ISBN 978-80-260-7044-3.
- ČERNÁ, Milena, ed. a GRANJA, Monika, ed. 20. výročí udělování Ceny Olgy Havlové: 1995-2014. Praha: Výbor dobré vůle - Nadace Olgy Havlové, 2014; 23 stran; ISBN 978-80-260-7026-9.
- GRANJA, Monika; ČERNÁ, Milena; VÝBOR DOBRÉ VŮLE - NADACE OLGY HAVLOVÉ. Výroční zpráva o činnosti Výboru dobré vůle - Nadace Olgy Havlové v roce 2017. Praha: Výbor dobré vůle - Nadace Olgy Havlové, 2018; 83 stran.
- ČERNÁ, Milena; GRANJA, Monika; VÝBOR DOBRÉ VŮLE - NADACE OLGY HAVLOVÉ. Výroční zpráva o činnosti Výboru dobré vůle - Nadace Olgy Havlové v roce 2019. Praha: Výbor dobré vůle - Nadace Olgy Havlové, 2020; 91 stran; ISBN 978-80-270-8127-1.